# Lingua ciukcia
La lingua ciukcia, anche conosciuta come luoravetlan (nome autoctono: ԓыгъоравэтльэн йилыйил, ļygʼʼorawėtļʼėn jiļyjiļ; in russo чукотский язык?, čukotskij jazyk) è una lingua della famiglia ciukotko-kamciatka parlata dal popolo ciukcio, nella più estrema parte orientale della Siberia, principalmente nel circondario autonomo della Čukotka.

## Alfabeto
| А а | Б б | В в | Г г | Д д | Е е | Ё ё | Ж ж |
| З з | И и | Й й | К к | Ӄ ӄ | Л л | Ԓ ԓ | М м |
| Н н | Ӈ ӈ | О о | П п | Р р | С с | Т т | У у |
| Ф ф | Х х | Ц ц | Ч ч | Ш ш | Щ щ | Ъ ъ | Ы ы |
| Ь ь | Э э | Ю ю | Я я | ʼ   |     |     |     |

## Storia
L'etnonimo ciukcio è una forma italianizzata dell'etnonimo russo čukči.
Questo viene dal russo Čävča, termine usato anche dai popoli limitrofi, essa stessa è una resa della parola ciukcia /ʧawʧəw/ che significa un uomo che è ricco di renne.
Il termine usato dal popolo ciukcio per sé stessi è /ɬəɣʔorawətɬʔat/ (singolare /ɬəɣʔorawətɬʔan/) che significa: il vero popolo.
Nel libro rosso dell'UNESCO è nell'elenco delle lingue in pericolo.

## Distribuzione
Secondo il censimento russo del 2002, circa 7.700 dei 15.700 appartenenti al popolo ciukcio parla questa lingua, la conoscenza di essa sta diminuendo, e la maggior parte parla la lingua russa (meno di 500 non parlano russo).
La lingua ciukcia è strettamente correlata alla lingua coriaca, che è parlata da 3000 persone. Queste due lingue insieme al kerek, alutor e itelmen formano la famiglia delle lingue ciukotko-kamciatke.
I ciukci e coriachi formano un'unità culturale con un'economia basata sull'allevamento di renne ed entrambe hanno autonomia all'interno della Federazione Russa.

## Fonologia
|               | Bilabiali | Alveolari | Palatali | Velari | Uvulari | Glottidali |
| ------------- | --------- | --------- | -------- | ------ | ------- | ---------- |
| Nasali        | m         | n         |          | ŋ      |         |            |
| Occlusive     | p         | t         |          | k      | q       | ʔ          |
| Fricative     | β         |           | ç        | ɣ      |         |            |
| Approssimanti |           | ɹ         | j        |        |         |            |
| Laterali      |           | ɬ         |          |        |         |            |

## Grammatica
La lingua è ergativo-assolutiva, cioè allinea il soggetto intransitivo all'oggetto invece che all'agente transitivo. È agglutinante, quindi unisce più morfemi in un'unica parola.
Ha nove casi:
- Ergativo
- Strumentale (uguale all'ergativo)
- Assolutivo
- Locativo
- Ablativo
- Allativo
- Orientativo
- Comitativo (I e II)
- Designativo

Il dativo esiste solo come caso avverbiale.
Non esistono i generi.
Ci sono tre declinazioni:
- I declinazione: animali e cose.
- II declinazione: nomi propri per persone, pronomi che si riferiscono a persone e parenti più anziani.
- III declinazione: altre persone.